# 申徹也
申徹也（しんてつや、1967年9月22日-）は山口県・福岡県を拠点に活動するラジオパーソナリティ、レポーター、司会者、ナレーター、ローカルタレントである。

## 来歴・人物
- 福岡県北九州市八幡西区生まれ。第一経済大学（現：日本経済大学）卒業後、広告代理店に入社。1997年にKBCラジオの「長谷川ひろしおはよう７」が公募したエリアレポーターに選ばれる。
- 1998年、下関市のコミュニティエフエム下関に入社。営業やラジオパーソナリティなどを経て2014年からフリーランスとして活動開始、様々なメディアで活動している。学生時代の多くのアルバイトやサラリーマン時代に培った知識や経験を基にしたトークが売り[1]で、多くのイベントでもMCを担当、レポーター、ナレーターとしても定評がある。
- 繰り出される声は特に女性に人気で、ローカルのラジオ・ＴＶＣＭ、下関市の音声観光案内サービスのナレーション[2]なども担当している。
- 雑学に明るく、日本常識力検定二級に合格。温泉ソムリエ資格やアマチュア無線技士、危険物取扱者の免許を持つ
- クルマ、バイクにも造詣が深く普通自動車、大型自動車免許を持ち、多くのクルマを試乗しながらのレポートや、サーキット走行会では時速200キロ近いスピードで運転しながらのレポートをしたことも。一方、学生時代には限定解除審査を受けて大型自動二輪車免許を取得、福岡県二輪車安全運転競技大会「法規履行走行の部」で第３位になったこともある。２０１５年には第三回くるまマイスター検定２級に合格[3]
- 通学していた城山小学校が公害のため廃校になった[4]事があり、公害や環境問題へも関心を持ち、平成２１年度の北九州市環境首都検定に合格。
- 地域の観光エリアにも興味を持ち、関門海峡遊覧船や、洞海湾の工場夜景見学クルーズのガイド[5]を担当することもある。
- 3年9ヶ月かけ別府温泉の八十八湯を巡り、2014年3月に別府八湯温泉道・第四千四百六代 名人に認定。

## 出演

### ラジオ
九州朝日放送（KBCラジオ）
- 長谷川ひろし おはよう7（1997年）- エリアレポーター

コミュニティエフエム下関（COME ON! FM）
- 海峡朝焼けスタジオ
- 申徹也のラジオスタンダード
- 土曜も朝からシンケン勝負（1998年 - 2004年）
- ゴジラジ（2016年 - ）
- 波田陽区の侍フェニックス（2016年 - ）

北九州博覧祭イベントFM
- 日曜午後の生放送番組パーソナリティ、ディレクターを担当（2001年）

### ケーブルテレビ
- クロスネットWAO!（2000年 - 2004年）- ナレーター

中国地区ケーブル局９局ネットで放送、後に山口朝日放送（YAB）でも放送された。
J:COM 北九州
- シリーズ北九州の学校が変わる（2002年4月 - 10月）- 司会

2003年NHK放送研修センター主催、ケーブルテレビ自主制作番組コンテストで最優秀賞

### インターネットテレビ
GyaO
- 少女には向かない職業（2006年）- ニュースキャスター 役

### 映画
- チルソクの夏（2001年、佐々部清監督）- ラジオDJ 役
- 四日間の奇跡（2005年）- ラジオDJ 役
- カーテンコール（2005年）- TVナレーター 役
- 風の外側（奥田瑛二監督）- ボディーガード役  [6]
- 幽霊はわがままな夢をみる（2023年、グ・スーヨン監督）- エキストラ

### CM
- 山口県内のＣＭナレーション
  - 下関大丸
  - 西中国信用金庫
  - 創舎
  - 木下運送
- 福岡、北九州などのＣＭナレーションを担当

### ＶＰ
京都郡苅田町 PR動画
- 深川八幡祭り（富岡八幡宮例大祭）[8]

## 主な免許・資格
- 1982年 - アマチュア無線技士免許取得
- 1983年 - 危険物取扱者免許取得
- 1988年 - 大型自動二輪車免許取得
- 2000年 - 大型自動車一種免許取得
- 2004年 - イベント業務管理士 一級資格取得
- 2010年 - 平成21年度 北九州市環境首都検定合格
- 2014年 - 温泉ソムリエ資格取得
- 2015年 - くるまマイスター検定二級合格
- 2019年 - 第二級陸上特殊無線技士資格取得

## エピソード
- 下関時代には営業とパーソナリティの二足のわらじ、そして大柄なため「炎の営業マン」「アジアの大砲」と番組内で呼ばれていた。
- 番組のスタッフ紹介の際に「音の上げ下げ、曲の出し入れ、全体の仕切りは○○さん」などと言ったり、盛り場レポートなどで胸の大きな女性を形容する際「上空からグランド・キャニオンを眺めております」などと独特の表現をして評判だった。
- 佐々部清監督や奥田瑛二監督が下関を中心に撮影した作品などに出演した縁で、俳優を招いての舞台挨拶や上映会やが行われた際にはＭＣも担当していた。[9]
- 北九州博覧祭イベントFMでは北九州の「もの造り」をテーマに番組を企画、新日鐵住金やTOTO、三菱化学などの製造現場を取材し働く職人達を紹介、高さ100mの溶鉱炉の上からレポートを行った。また、かって北九州市内の盆踊りで踊られていた「北九州音頭」を再び定番にしようと博覧祭会場内で盆踊りイベントを行った。
- 下関市の海峡ゆめタワー（高さ143m）の頂上（展望室より更に上のお天気カメラがある場所）や、関門橋、若戸大橋の主塔の上からレポート[10]をしたことがある。
- AIR STATION HIBIKIで担当したHIBIKI FIRST TRAINは2009年6月15日に番組スタート、2013年4月12日に「皆勤」で放送1000回を達成[11]2015年3月27日に放送1500回[12]を数え、2016年3月31日の放送（第1759回）をもって終了した。[13]
- 1998年7月6日午前4時、コミュニティエフエム下関の開局第一声を担当した。7月6日午前4時は同局の周波数76.4MHzにちなんでいる。
- 2001年11月5日午前8時59分、北九州博覧祭イベントFMのラストコールを担当、同局の閉局を締めくくった。